# Sengbolibu Phonkam
Sengbolibu Phonkam (Sengboliboun Phonekham) (ur. 14 września 1988) – laotański zapaśnik w stylu wolnym.
Brązowy medalista igrzysk Azji Południowo-Wschodniej w 2011 roku.